# Epurazione di Canton
L'epurazione di Canton, nota anche come incidente dello Zhongshan (中山艦事件T, 中山舰事件S, Zhōngshān Jiàn ShìjiànPl'incidente della nave Zhongshan) o incidente del 20 marzo (三二〇事件T, Sān-Èr-Líng ShìjiànP), fu una repressione politica messa in atto dal Kuomintang, il 20 marzo 1926, ufficialmente come reazione a un ipotetico tentativo di colpo di Stato comunista. Consistette nell'epurazione di tutti i membri del Partito Comunista Cinese dall'Armata Nazionale Rivoluzionaria a Canton a opera di Chiang Kai-shek. Questo evento mise fine al Primo Fronte Unito tra Kuomintang e Partito Comunista Cinese ma consolidò grandemente il potere di Chiang Kai-shek prima di lanciare la Spedizione del Nord. Gli assicurò il controllo assoluto dell'esercito del Kuomintang e gli conferì una elevata statura nazionale in tutta la Cina.

## Svolgimento e avvenimenti

### Contesto
Al momento del caso, il nazionalista Kuomintang e i  comunisti avevano raggiunto un accordo per operare insieme nel Primo Fronte Unito. Assieme avrebbero potuto affrontare meglio i  signori della guerra che si spartivano diverse province cinesi in feudi locali. L'Unione Sovietica accettò l'accordo e finanziò, in particolare, l'Accademia militare di Whampoa. Fu con l'aiuto del Partito Comunista Cinese che Sun Yat-sen riuscì a riprendere il controllo della provincia di Guangdong dopo le rivolte di Chen Jiongming. Ma quando Sun Yat-sen morì di cancro, nel 1925, scoppiò la Guerra Yunnan-Guangxi per il controllo del Kuomintang. Durante la guerra, l'assassinio di Liao Zhongkai fu un pretesto, che portò, Chiang Kai-shek, a scacciare l'influente Hu Hanmin e prendere il controllo del partito.
Esisteva da tempo un piano per unificare la Cina attaccando i signori della guerra, ma Chiang Kai-shek sapeva che la sua autorità era fortemente contestata. Per primo da Chen Jiongming che si era ribellato, un'ultima volta, prima di essere sconfitto, poi dalla sua ala destra rappresentata dalla cricca del Club Centrale, ferocemente nazionalista e anticomunista e dalla sua ala sinistra rappresentata da Wang Jingwei. Con il sostegno dei sovietici e dei comunisti, la sinistra guadagnò molto terreno: Hu Hanmin sostenne che l'obiettivo finale del Kuomintang doveva essere il socialismo. Nel gennaio 1926, una conferenza di partito concesse ai comunisti molti posti strategici, che potevano portare a una radicalizzazione del partito a favore dell'ala sinistra..

### Il caso

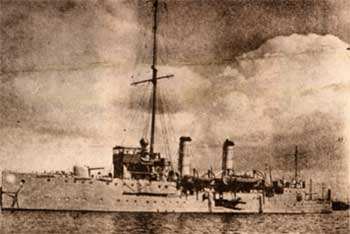
La nave da guerra Zhongshan, un tempo Chung Shan

La scintilla scoccò quando la nave, di difesa costiera, "Yongfeng" fu ribattezzata "Zhongshan" (romanizzata all'epoca come "Chung Shan".) in onore di Sun Yat-sen. Era la nave da guerra più potente detenuta dal Kuomintang. Il suo comandante, Li Zhilong, era un comunista che collaborava con un consigliere navale sovietico. La nave aveva attraccato a Canton e circolavano voci sul fatto che l'obiettivo era quello di sostenere possibili insurrezioni nella città, cosa che allarmò molto i nazionalisti. Nella notte dal 18 al 19 marzo 1926, la nave si spostò improvvisamente da Canton all'area di attracco di Changzhou (Isola di Dane). Misteriosamente, il giorno dopo, la Zhongshan tornò alla sua base.

Nei successivi colloqui, Chiang Kai-shek espresse la sua profonda preoccupazione quando venne a sapere che il comandante Li Zhilong sosteneva di aver agito su suoi ordini. I suoi sospetti crebbero ancor di più quando gli fu detto di molte misteriose telefonate fatte dal comandante. Ad esempio, la moglie di Chiang Kai-shek, Chen Jieru, avrebbe ricevuto cinque telefonate dalla moglie di Wang Jingwei, Chen Bijun, il 18 marzo, per conoscere gli orari e i movimenti di Chiang Kai-shek. Xu Zhen riportò anche le ripetute telefonate di Deng Yanda, il direttore politico di Whampoa, per conoscere la data del prossimo viaggio di Chiang Kai-shek a Changzhou. Li Zhilong chiamò anche Deng Yanda per mandargli i suoi ordini di partenza. Li Dongfang in seguito riconobbe che Chiang Kai-shek non gli aveva mai detto il nome della persona che lo aveva informato di queste diverse chiamate, ma pensava che avrebbe dovuto essere stato Wang Jingwei. In risposta, Chiang Kai-shek pensò di fuggire prima del colpo di Stato che immaginava si stesse preparando e comprò un biglietto per un vapore giapponese di Shantou. Ma alla fine, scelse di affrontare la minaccia. Andrei Bubnov, capo della missione sovietica a Canton, spiegherà nel suo rapporto a  Stalin che il caso di Canton ebbe luogo in reazione ad un fallito tentativo di colpo di Stato da parte di alcuni ufficiali comunisti dell'Esercito Nazionale Rivoluzionario.

Canton negli anni 1920

Il 20 marzo 1926, Chiang Kai-shek promulgò la legge marziale e fece mettere fuori uso la rete telefonica. Ordinò, ai soldati del suo esercito e ai cadetti dell'Accademia militare di Whampoa, di arrestare i commissari politici comunisti. Chen Zhaoying, Chen Ce e Ouyang Ge arrestarono Li Zhilong nella sua camera da letto all'alba e presero il controllo della nave da guerra Zhongshan. Jiang Dingwen fu arrestato nell'ufficio della marina. Wu Tiecheng e Hui Dongsheng circondarono le residenze di Wang Jingwei e dei consiglieri sovietici e le misero sotto sorveglianza. Anche Deng Yanda venne arrestato. Hui Dongsheng fece circondare il Comitato di sciopero di Canton-Hong Kong.  Liu Zhi arrestò tutti i comunisti della II divisione, quelli del I Corpo e quelli di Whampoa, compreso Zhou Enlai. Vennero poi tutti espulsi a seguito della politica dei Tre Principi del Popolo. Due guarnigioni vennero soppresse. Oltre a questa epurazione anticomunista nel suo esercito, Chiang Kai-shek disarmò tutti i paramilitari comunisti della Guardia Operaia. Victor Rogacheff, capo della missione militare sovietica a Canton, fuggì a Pechino, poiché pensò che Chiang Kai-shek avrebbe arrestato i consiglieri sovietici Vassily K. Bluecher e Mikhail Borodin. L'assistente di Borodin, Kassanga, venne espulso dal paese il 24 marzo.
La brutale epurazione anticomunista di Chiang Kai-shek fece incriminare Wang Jingwei e gli ufficiali dell'esercito principale come Chen Gongbo, Tan Yankai alla testa del II Corpo, Zhu Peide del III Corpo e Li Jishen del IV Corpo oltre che Song Ziwen, ministro delle finanze. Wang Jingwei pensò che Chiang Kai-shek avesse reagito in maniera eccessiva senza reali sospettati. Un consiglio del Comitato Esecutivo del Kuomintang si riunì poi il 22 marzo, mettendo in minoranza Wang Jingwei e spingendolo a recarsi all'estero.

### Conseguenze

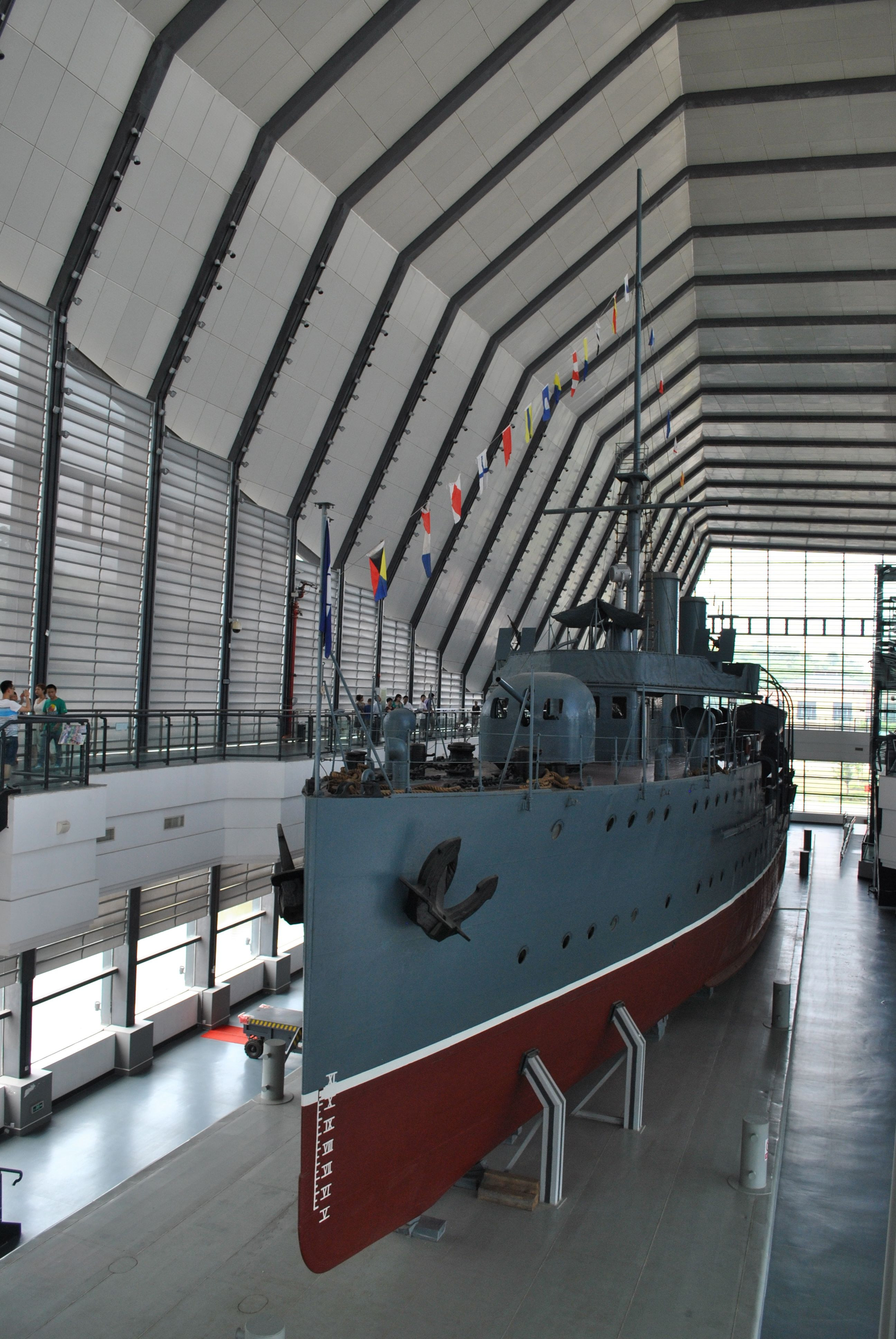
La nave Zhongshan, restaurata, esposta nel museo di Wuhan

Ii caso di Canton ruppe il Primo Fronte Unito e pose fine all'ascesa dell'ala sinistra del Kuomintang. Ormai, Chiang Kai-shek aveva il controllo completo del partito, depurato dai comunisti contro i quali aveva messo in atto una lotta aperta. Non ruppe completamente con l'Unione Sovietica in quanto aveva ancora bisogno dei suoi consiglieri militari e del sostegno per gli ultimi preparativi della Spedizione del Nord. Tuttavia, Chiang Kai-shek negoziò con Bubnov un nuovo accordo secondo il quale i sovietici avrebbero fornito il loro aiuto in cambio della liberazione e del richiamo di Kuibishev. Chiang Kai-shek chiese anche l'elenco di tutti i membri comunisti del Kuomintang ed espulse coloro i quali detenevano incarichi di vertice.
Il 3 aprile, venne diffuso un telegramma pubblico con il quale Chiang Kai-shek disse che il caso era stato "limitato e a carattere individuale", messo in atto da "un piccolo numero di membri del nostro partito, che avevano già messo in atto un complotto anti-rivoluzionario". Epurò anche alcuni membri della sua ala destra, compreso Wu Tiecheng, e criticò il gruppo della Collina dell'Ovest. Interdisse tutte le dimostrazioni pubbliche della sua ala destra.
Anche se Chiang Kai-shek non rinnegò mai pubblicamente il Fronte Unito, Trotsky in Russia e tutti i comitati del partito comunista di Shanghai e di Canton erano ormai contrari a qualsiasi accordo con lui. Invece Stalin, pragmatico, continuò a sostenerlo. Il 15 maggio, Stalin chiese ai comunisti cinesi di "non rimettere in dubbio e non criticare il dottor Sun e i suoi principi". Accettò di fornire al Kuomintang la lista di tutti i comunisti che vi avevano aderito e che i comunisti non potessero andare oltre la soglia di un terzo in ogni consiglio municipale, provinciale o comitato centrale. Allo stesso tempo, Chiang Kai-shek divenne il capo incontestato del Kuomintang, dirigendone sia l'ala militare che quella civile. A seguito di diversi decreti, si arrogò ogni potere fino al termine della Spedizione del Nord. Ma il suo controllo diretto sull'esercito era parziale in ragione delle diverse componenti delle unità regionali la cui lealtà era soprattutto rivolta ai loro ufficiali superiori.
Il 7 aprile, Wang Jingwei si dimise dall'incarico e si recò segretamente in Francia, dove giunse l'11 maggio. Bubnov fu richiamato in URSS e solo l'anno seguente, nell'aprile 1927, Wang Jingwei tornò in Cina su richiesta di Borodin per contrastare l'irresistibile ascesa di Chiang Kai-shek. Zhou Enlai, congedato dai suoi uffici a Canton, fuggì a Shanghai, dove organizzò numerosi scioperi, seguiti da centinaia di migliaia di lavoratori, nel febbraio e nel marzo 1927, che portarono, nell'aprile del 1927, ad una sanguinosa repressione. Allo stesso modo, il caso di Canton determinò la rivolta di Nanchang e quella del raccolto autunnale, rispettivamente nell'agosto e nell'ottobre del 1927, provocando di fatto la guerra civile cinese.

## Polemica
Il Partito Comunista Cinese ha sempre negato l'esistenza di un complotto per rovesciare Chiang Kai-shek e sostenuto che il suo brutale giro di vite fu solo un pretesto per sopprimere l'ala sinistra del suo partito e rompere l'influenza di Wang Jingwei sull'accademia militare di Canton. La storiografia è divisa tra la tesi di una vera cospirazione comunista contro Chiang Kai-sek e quella di un pretesto usato da quest'ultimo per epurare i comunisti dal suo partito. Si riferisce anche alla tesi che la trama era finalizzata al rapimento di Chiang Kai-shek, per portarlo con la forza a Vladivostok. Ma la maggior parte degli storici ritengono si sia trattato di "una sfortunata serie di equivoci, errori di comunicazione, equivoci di connessioni telefoniche che vennero bloccati dalle molteplici rivalità tra i quadri subordinati del partito".